# Valparaíso
Valparaíso, kojeg lokalno stanovništvo skraćeno zove Valpo, glavni je grad istoimene pokrajine i regije u središnjem Čileu; i jedna od najvažnijih luka u državi. Smješten je uz obalu Tihog oceana, oko 110 kilometara sjeverozapadno od glavnoga grada, Santiaga. S oko 276.000 stanovnika, šesti je grad po veličini u državi, ali je njegovo metropolijsko područje (koje pored Valparaisa uključuje obližnje gradove Viña del Mar, Quilpué i Villa Alemana) treće po broju stanovnika u zemlji. 
2003. godine, slikovita stara gradska jezgra grada je upisana na UNESCO-ov popis mjesta svjetske baštine u Americi kao "izvanredan primjer urbanog i arhitektonskog razvoja Latinske Amerike u 19. stoljeću".

## Zemljopisne odlike
Grad se sastoji od ravnog, obalnog dijela, te okolnih brdovitih područja, koji su međusobno povezani s 15 povijesnih uspinjača. Poput ostatka države, i Valparaiso je podložan razornim potresima zbog blizine Peruansko-čileanskog jarka.

## Povijest
Područje Valparaisa su u vrijeme dolaska prvih Europljana u 16. stoljeću najvjerojatnije naseljavala plemena Picunche indijanaca koja su se bavila poljoprivredom. Prvi španjolski istraživači su pristigli 1536. godine po nalogu konkvistadora Diega de Almagra, koji se smatra za otkrivača Čilea. Kapetan broda Santiaguillo, Juan de Saavedra, je zasnovao naselje i nazvao ga po svom rodnom selu kod grada u španjolskoj pokrajini Cuenca, Valparaísu de Arriba.
Tijekom španjolske kolonijalne vlasti Valparaiso je bio samo malo selo s nekoliko kuća i crkvom. No, nakon osamostaljenja Čilea 1818. godine Valparaiso je postao glavnom lukom novoosnovane čileanske mornarice, ali i lučkim središtem trgovačkih putova sa Španjolskom i njezinim bivšim kolonijama. Prije izgradnje Panamskoga kanala luka Valparaísa je bila prva u koju su se brodovi mogli pristati na putu oko rta Horna. Procvat je doživio tijekom Kalifornijske zlatne groznice (1848. – 55-) kada je primio veliki broj emigranata iz Europe. Tada je u gradu sagrađena prva burza u Latinskoj Americi, prva vatrogasna postrojba na kontinentu i prva čileanska knjižnica. U gradu još uvijek izlaze i najstarije novine na španjolskom jeziku koje su izlazile bez prestanka na svijetu. Otvorenjem Panamskog kanala 1914. godine prestalo je zlatno razdoblje grada i od tada su se u luci uglavnom samo zaustavljali brodovi koji su bili preveliki za prolaz kroz Panamski kanal.
Grad su nekoliko puta opustošili strašni potresi od kojih su najrazorniji bili oni 1730., te posebno 1906. godine kada je poginulo skoro 3.000 ljudi. Grad je stradao i u potresima 1985. (sa središtem u Santiagu) i 2008. (sa središtem u Papudu), ali i u potresu 2010. godine koji je imao jačinu od 8,8 stupnjeva po Richterovoj ljestvici.
Iako je Santiago de Chile glavni grad države, u Valparaisu je od 1990. godine glavno zakonodavno tijelo države, Čileanski nacionalni kongres.

## Znamenitosti
Grad je izrastao u zaljevu oblika prirodnog amfiteatra i odlikuje se s dva jasno određena dijela: narodnim oblikom urbanog tkiva prilagođenog obroncima koji su nakićeni raznolikim crkvenim tornjevima i španjolskim geometrijski organiziranim gradom u ravnici. Grad ima dobro očuvanu i zanimljivu ranu industrijsku infrastrukturu, poput brojnih uspinjača (njih 16) na strmim obroncima grada. Zbog toga je 2003. godine postao UNESCO-ova svjetska baština.
Stara jezgra grada se sastoji od pet međusobno povezanih četvrti:
1. Trgom sv. Dominika (Plaza Santo Domingo), smještenom između brda i ravnice, domira najstarija gradska crkva, La Matríz, koja nekoliko puta obnavljana, nakon što su je uništili pirati i potresi (posljednji put nakon potresa 1842. godine). Zbog toga ona predstavlja prijelaz iz kolonijalnog stila u republikanski stil arhitekture.
2. Trg Echaurren i Ulica Serrano, s lučnom tržnicom, su bili trgovačko središte grada i sadrže tri vrste zgrada: "blokovske zgrade" (tzv. "otoci") okruženi s četiri ulice, "čeone zgrade" okružene s tri ulice, i zggrade okružene s dvije ulice. Od njih je najdojmljivija izrazito višekutna i simetrična trgovačka i stambena zgrada Astoreca (1906.).
3. Pristaništa Pier i Sotomayor, te četvrti Justicia i pomorskog muzeja, predstavljaju glavnu os grada i najveće otvorene prostore. Oni su okruženi glavnim upravnim i društvenim zgradama različitih stilova. Pomorski muzej je smješten u bivšem dvorcu San José na brdu Cordillera, koji je izvorno sagrađen kako bi se grad odupruo piratima.
4. Ulica Prat i trg Turri (Plazuela Turri) se pružaju oko brda i kao jedinstven prostor spajaju trg Sotomayor s ulicom Esmeralda. Oni su okruženi monumentalnim građevinama i četvrtastim stambenim blokovima.
5. Dva brda, Cerro Alegre i Cerro Concepción, koja spaja ulica Urriola, isplanirali su njemački i engleski emigranti prvom polovicom 19. stoljeća i obilježena su mnogim javnim prostorima kao što su trgovi, vidikovci, promenade, alejice, stubišta i postaje uspinjača.

- Cerro Concepcion sa starim kućama
- Iglesia de La Matriz (1559. – 1842.)
- Grad je prometno povezan trolejbusima
- Javna knjižnica santiago Severin
- Slavoluk Arco Británico
- Plaza Sotomayor je sjedište čileanske mornarice
- Najstarija vatrogasna postaja Latinske Amerike
- Plaza Aníbal Pinto je sagrađena na tlu oduzetom od mora 1892. god.
- Universidad Técnica Federico Santa María, UTFSM (1926.)
- Čileanski nacionalni kongres (1990.)

## Poznate osobe
U gradu su rođeni:
- Salvador Allende (1908. – 73.), čileanski fizičar i predsjednik (1970. – 73.)
- Augusto Pinochet (1915. – 2006.), čileanski general i diktator (1974. – 90.)
- Sergio Paravic Valdivia, arhitekt, povjesničar Magallanesa
- Sergio Badilla Castillo (1947.-), pjesnik i osnivač poetskog transrealizma
- Tom Araya (1961.-), pjevač grupe Slayer

Ali su u gradu stanovale i druge poznate osobe kao što su Pablo Neruda i nikaragvanski pjesnik Rubén Darío.

## Zbratimljeni gradovi
Grad Valparaiso ima ugovor o prijateljstvu s ukrajinskim gradom Odesom, te je zbratimljen s 14 drugih gradova:
| - Barcelona, Španjolska - Bat Yam, Izrael - Busan, Južna Koreja - Cebu City, Filipini - Córdoba, Argentina - Genova, Italija - Gwangyang, Južna Koreja | - Oviedo, Španjolska - Malacca, Malezija - Long Beach, SAD - Mersin, Turska - Novorosijsk, Rusija - Salvador, Brazil - Šangaj, Kina |

## Vanjske poveznice
- Webstranica Valparaísa
- Turističke informacije